# Liste der Bischöfe von Achonry
Die folgenden Personen waren Bischöfe von Achonry (Irland):
- ca. 558 Cathfuidh
- 1152 Mael Ruanaid ua Ruadain
- 1159 Gille na Naehm Ó Ruadain (Gelasius)
- 1208 Clemens Ó Sniadaig OCist
- 1220 Connmach Ó Torpaig (Carus)
- 1226 Gilla Isu Ó Cleirig (Gelasius)
- 1237 Tomas Ó Ruadhan
- 1238 Oengus Ó Clumain (Elias)
- 1251 Tomas Ó Maicin
- 1266 Tomas Ó Miadachain (Dionysus)
- 1286 Benedict Ó Bracain
- 1312 David I. von Kilheny
- 1348 David II.
- 1348 Nicol alias Muircheartach Ó hEadhra OCist
- 1374 William Andrew OP
- 1385 Simon OCist
- ca. 1390 Tomas mac Muirgheasa MacDonn-chadha
- 1401 Brian mac Seaain Ó hEadhra
- 1410 Maghnus Ó h Eadhra
- 1424 Donatus
- 1424 Richard Belmer OP
- 1436 Tadhg Ó Dalaigh OP
- 1442 James Blakedon OP
- 1449 Cornelius O Mochain OCist
- 1463 Brian Ó hEasdhra (Benedictus)
- 1470 Nicholas Forden
- 1475 Robert Wellys OFM
- 1484 Thomas fitzRichard
- 1484 Tomas Ó Conghalain
- 1489 John Bustamente
- 1492 Thomas Ford OSA
- 1508 Eugenius Ó Flannagain OP
- 1522 Cormac Ó Snighe
- 1522 – 1547 Sedisvakanz
- 1547 – 1555 Thomas O Fihilly
- 1556 – 1561 Cormac O’Coyn OP
- 1562 – 1603 Eugene O’Harte OP
- 1603 – 1629 Sedisvakanz
  - 1629 – ... Andrew Lynch (Apostolischer Vikar)
  - 1631	– 1662 	James Fallon (Apostolischer Vikar)
  - 1677 – ... Maurice Durcan (Apostolischer Vikar)
- 1684 – 1725 Hugh MacDermot (vor 1707 Apostolischer Vikar)
- 1725 – 1735 Dominic O’Daly OP
- 1735 – 1739 John O’Hart
- 1739 – 1758 Walter Blake
- 1758 – 1776 Patrick Robert Kirwan
- 1776 – 1785 Philip Phillips
- 1785 – 1787 Boetius Egan
- 1788 – 1803 Thomas O’Connor
- 1803 – 1808 Charles Lynagh (Lynan)
- 1809 – 1817 John O’Flynn
- 1818 – 1852 Patrick MacNicholas
- 1852 – 1875 Patrick Durcan
- 1875 – 1887 Francis McCormack
- 1888 – 1911 John Lyster
- 1911 – 1946 Patrick Morrisroe
- 1947 – 1976 James Fergus
- 1976 – 2007 Thomas Flynn
- 2007 – 2017 Brendan Kelly
- 2020 – 2024 Paul Dempsey (dann Weihbischof in Dublin)
- seit 2025 Kevin Doran (gleichzeitig Vereinigung mit dem Bistum Elphin in persona episcopi)